# 남북조 시대 (일본)
난보쿠초 시대(일본어: 南北朝 時代 난보쿠초 지다이[*], 1336년 ~ 1392년)는 일본 역사의 중세 시대의 시대 구분 중 하나이다. 일반적으로는 가마쿠라 시대 후에 겐코의 변(元弘の変), 겐무 신정(建武の新政)도 남북조 시대에 일어난 일이라고 취급하지만, 정확히는 1336년에 아시카가 다카우지(足利尊氏)가 고묘 천황을 옹립해 북조를 수립한 뒤 무로마치 막부를 개창했고, 고다이고 천황(後醍醐天皇)은 요시노에 남조를 수립해 일본열도의 왕조는 둘로 분열되었다. 이 후, 1392년에 남조와 북조가 합쳐지기까지의 기간을 남북조 시대라고 하고, 무로마치 시대(室町時代)의 초기에 해당한다. 이 시대에 일본은 남조와 북조로 두 조정이 존재하였고, 각자 정당성을 주장하였다. 남북조 시대를 요시노초 시대(吉野朝時代)라고 부르기도 한다.

## 역사

### 남북조 성립까지

남조의 요시노와 북조의 교토 수도 위치

가마쿠라 시대 말인 1246년 고사가 천황의 퇴위 후의 천황가는 황위계승을 둘러싸고 다이가쿠지 계통(大覚寺統)과 지묘인 계통(持明院統)로 분열되었다. 이에 무로마치 막부가 개입하여 다이가쿠지 계와 지묘인 계가 번갈아 가며 천황을 계승하는 것으로 양측을 종용했다.
1333년 다이가쿠지 계의 고다이고 천황은 전국의 무사들에게 막부 타도의 윤지를 보내 도막운동을 시도한다. 이에 응한 아시카가 다카우지와 닛타 요시사다(新田義貞)의 가세로 가마쿠라 막부를 멸하고, 겐무 신정라고 불리는 고다이고 천황에 의한 친정이 시작되었다. 하지만 정국의 혼란은 계속되었고, 논공행상에 대한 불만 때문에 무사계급의 지지를 얻지 못했다. 구 막부 세력이 나카센다이의 난을 일으키자, 다카우지는 천황의 칙서를 받지 않은 채 무단으로 난을 진압했고, 친정에 대한 반기를 들었다. 이에 불만이 있던 무사들도 가세하였다. 이에 고다이고 천황은 닛타 요시사다와 기타바타케 아키이에에게 다카우지의 토벌을 명령했다. 닛타 군은 하코네·다케노시타 전투에서 패배였고, 이 기세를 몰아 다카우지는 교토로 입경했다. 하지만, 오슈의 기타바타케 아키이에가 군을 이끌고 교토로 입경하였고, 구스노키 마사시게, 닛타 요시사다 군도 가세하였기 때문에 다카우지는 교토에서 축출되었다. 이에 다카우지는 규슈로 내려가 세를 수습한 후, 다타라하마 전투에서 천황측에 승리한다. 때마침 지묘인 계의 고곤 상황의 명령을 받들어 교토로 진군한다. 이에 맞서는 관군은 닛타 요시사다와 구스노키 마사시게가 미나토가와 전투에서 패배하여 히에이 산으로 퇴각한다. 다카우지는 고다이고 천황과 화의를 맺고, 삼종의 신기를 건네받아 지묘인 계의 고묘 천황을 옹립한 직후, 건무식목(建武式目)를 제정하여 정책방침을 정하고 정식으로 막부를 연다. 고다이고 천황은 교토를 탈출하여 요시노로 달아나 “북조에 넘긴 신기는 가짜이며 고묘 천황의 황위는 정통성이 없다.”라고 주장하며 요시노에 남조를 열어, 호쿠리쿠와 규슈 등 각 지방에 자신의 황자를 파견해 후위를 도모한다.

### 간노의 소란과 남조세력의 쇠퇴
남조측은 나와 나가토시, 유키 지카미쓰, 지구사 다다아키 이외에 기타바타케 아키이에, 닛타 요시사다가 1338년까지 연이어 전사하자, 군사적으로 북조측이 압도적 우위에 서게된다. 1348년 시조나와테 전투에서 구스노키 마사시게의 적장자 구스노키 마사쓰라, 마사토키 형제가 아시카가측의 고 모로나오에게 토벌되어, 요시노 행궁(吉野行宮)이 함락되자 고무라카미 천황과 남조의 가신들은 아노(賀名生)(현 고조시)로 피신하였고, 점차 북조로 기울어져 갔다. 하지만 그 후, 정무를 맡고 있었던 다카우지의 동생 아시카가 다다요시와 아시카가 가문의 집사인 고 모로나오와의 마찰이 심화되었고, 간노 연간 다다요시파와 반 다다요시파 간의 간노의 소란이 일어난다. 정쟁에서 패한 다다요시는 남조에 귀순하였고 다카우지의 자식이며 다다요시의 양자인 아시카가 다다후유도 양아버지를 따라 규슈로 도망쳐 북조와 싸우게 된다. 또, 야마나 도키우지 등 슈고의 일부도 남조편에 서서 대항하자, 남조는 다시 활기를 띠게 된다. 고무라카미 천황은 스미요시 신사의 신관 가문인 쓰모리 가문의 저택을 스미요시 행궁(住吉行宮)으로 삼아 거처를 옮긴다.
1351년에는 다카우지가 다다요시파에 대항하기 위해 일시적으로 남조에 항복한다. 이에 의해 다카우지는 정이대장군에서 해임되었다. 남조는 이를 기회로 삼아 교토로 진격해 교토에 있던 아시카가 요시아키라를 몰아내고 신기를 회수한다. 요시아키라는 북조 연호를 부활시켜, 다시 교토를 탈환하지만 남조는 물러날 때에 고곤, 고묘 상황과 천황에서 퇴위한 스코 천황을 아노로 끌고 갔다. 이 때문에 북조는 고곤의 아들이며 스코의 동생인 고코곤 천황을 신기 없이 즉위시키고, 아울러 공무의 관직을 전상태로 되돌렸으며 다카우지도 정이대장군직에 복귀하였다.
남조의 기타바타케 지카후사는 간토 지방에서의 남조 세력의 결집을 꾀하고자, 히타치 국 오다 성에서 남조의 정통성을 나타내는《신황정통기》를 집필한다. 1339년에 고다이고 천황이 죽자 지카후사가 남조의 지도적 인물이 되었지만, 지카후사도 1354년에 죽자 남조는 다시 쇠퇴하였고, 막부내에서의 항쟁으로 실각되었던 호소카와 기요우지가 남조에 귀순하여 구스노키 마사노리와 함께 일시적으로 교토를 점거하였지만, 1367년에 패한 이후로 대규모의 남조의 공세도 없어져 아시카가 요시아키라 대에는 오우치 히로요와 야마나 도키우지등도 북조에 귀순한다. 요시아키라의 사후의 아시카가 막부는 어린 쇼군 아시카가 요시미쓰를 보좌한 관령(管領) 호소카와 요리유키의 지도에 의해, 남조측의 중심적 무장이었던 구스노키 마사노리를 귀순시키는 등 활약하여 막부체제를 확립시킨다.

### 규슈의 정세와 남북조통합까지
규슈 지방에서는 다타라하마 전투에서 아시카가 측에 패한 기쿠치 가문 등의 남조 세력과 다카우지를 지지하는 잇시키 노리우지와 니키 요시나가 등의 북조 세력이 싸움을 계속하고 있었다. 규슈의 남조 세력을 도모하기 위해 고다이고 천황은 아들 가네나가 친왕을 정서장군(征西将軍)으로 봉해 파견하였다. 지쿠고 강 전투에서 가네나가 친왕, 기쿠치 다케미쓰, 우쓰노미야 사다히사 등의 남조 세력과 쇼니 요시나오, 오토모 우지토키, 우쓰노미야 후유쓰나 등의 북조 세력이 싸웠고, 그 수는 10만에 헤아른다고 한다. 이 전투에서 패한 북조측은 다자이후로 도주했고, 이후 10년 정도 규슈는 남조가 지배하였다.
또, 간노의 소란이 일어나자 아시카가 다다후유가 가세하여, 세 세력이 항쟁하는 정립상태가 된다. 남조의 세력에 있었던 규슈 지방이 아시카가의 북조에 의해 압박을 받고 땅을 잃게 되자 이 무렵 명나라 남쪽 연안과 타이완에는 규슈의 왜구가 출몰하여 중국인들을 노예로 팔아먹었고 명나라를 샌드위치 형식으로 압박하는 북로남왜가 시작되었다. 무로마치 막부는 이마가와 사다요를 규슈에 파견하여 남조 세력을 제압했고, 다다후유도 막부에 굴복하였기 때문에 아시카가 요시미쓰의 대에는 규슈도 막부의 지배를 받았다. 명나라는 규슈의 왜구 세력을 억제하기 위해 아시카가 요시미쓰에게 "일본국왕"이라는 책봉을 내리지만 아시카가 요시미쓰는 별 감흥이 없었고 명나라 남쪽 해안에 기승하는 왜구들은 사라지지 않고 세력이 더 늘어난다.
1381년 ~ 1386년 동안에, 남조는 동란 초기부터 뒷받침하던 가네나가 친왕, 기타바타케 아키요시, 무네요시 친왕이 연이어 죽자, 대북조 강경노선을 고수하던 조케이 천황이 즉위하고부터 정권이 심하게 흔들렸지만, 1390년대 초기, 아시카가 요시미쓰에 의해 남조를 지지하는 유력 슈고 다이묘 세력들이 소멸하였고, 이로 인해 남조는 북조에 저항할 수단을 대부분 잃게 되었다. 이 같은 정세 속에 1392년 아시카가 요시미쓰의 알선으로 천황가의 다이가쿠지 계와 지묘인 계가 황위를 번갈아가며 계승할 것과 전국의 고쿠가 령(国衙領)을 다이가쿠지 계의 소유로 삼을 것을 조건으로, 남조의 고카메야마 천황이 북조의 고코마쓰 천황에게 3종 신기를 넘겨 남북조가 통일되었다. 이 시기 고쿠가 령의 토지는 거의 조금밖에 없는 상태였다.

## 같이 보기
- 태평기

## 참고

### 내용주
1. ↑  한국어권, 특히 학계에서는 일반적으로 한자음을 그대로 독음한 남북조시대 또는 남북조 내란기라는 표현이 더 많이 쓰인다.[1][2][3]